# Polymixis salmonea
Polymixis salmonea är en fjärilsart som beskrevs av Charles Oberthür 1918. Polymixis salmonea ingår i släktet Polymixis och familjen nattflyn. Inga underarter finns listade i Catalogue of Life.